# Печеняди
Печеняди (словац. Pečeňady) — село, громада округу П'єштяни, Трнавський край. Кадастрова площа громади — 8.57 км².
Населення 552 особи (станом на 31 грудня 2020 року).

## Історія
Печеняди згадуються 1113 року.

## Населення
| Рік:            | 1994. | 2004.   | 2014.    | 2024.   |
| --------------- | ----- | ------- | -------- | ------- |
| Кількість осіб: | 521   | 477     | 529      | 564     |
| Різниця:        |       | -8,44 % | +10,90 % | +6,61 % |

| Рік:            | 2023. | 2024.   |
| --------------- | ----- | ------- |
| Кількість осіб: | 566   | 564     |
| Різниця:        |       | -0,35 % |